# Czas fabularny
Czas fabularny (czas świata przedstawionego) – przedział czasu, w którym rozgrywają się wszystkie wydarzenia, jakie mają miejsce w danym utworze.
Czas fabularny jest elementem fikcji literackiej. Świat przedstawiony w narracji może rozwijać się zarówno w ciągu kilku minut (np. Nowa miłość Jarosława Iwaszkiewicza), jak i wielu lat (np. Popioły Stefana Żeromskiego). Najczęściej czas fabularny jest dłuższy niż czas narracji, zdarzają się jednak utwory, w których czas narracji jest dłuższy (np. W poszukiwaniu straconego czasu Marcela Prousta, gdzie narrator opowiada długo o krótkich doznaniach bohatera). Zwykle czas fabularny jest w stosunku do czasu narracji przeszły. Opowiadane są zdarzenia, które zaszły przed rozpoczęciem narracji.